# Sylvirana cubitalis
Sylvirana cubitalis es una especie de anfibio anuro de la familia Ranidae.

## Distribución geográfica
Esta especie se encuentra en:
- el sur de China, en las provincias de Hainan, Yunnan, Guangxi, Fujian y Hunan;
- Vietnam;
- Laos;
- Camboya;
- Tailandia;
- Birmania.[3]

## Descripción
El holotipo masculino mide 68 mm.

## Publicación original
- Smith, 1917 : A new Snake and a new frog from Siam. Journal of the Natural History Society of Siam, vol. 2, p. 276-278[4]